# Triangle du Vaal
Le Triangle du Vaal est une zone triangulaire formée par les villes de Vereeniging, Vanderbijlpark et Sasolburg à environ 60 km au sud de Johannesbourg en Afrique du Sud. 

## Description
La zone est un important complexe urbain. Meyerton, juste au nord de Vereeniging, est généralement incluse dans ce complexe, ainsi que Sharpeville, Boipatong, Bophelong, la grande région de Sebokeng, y compris Evaton, Orange Farm, Heidelberg, Sasolburg, Deneysville et Potchefstroom. La zone, traversée par la rivière Vaal, est une importante région industrielle qui abrite l'ancienne Iron and Steel Corporation « Iscor », désormais Arcelor-Mittal Afrique du Sud, ainsi que Sasol et ses installations de traitement de l'acier et de pétrochimie. 
Le triangle du Vaal est devenu tristement célèbre pour la pollution atmosphérique et les maladies respiratoires dues aux rejets toxiques des industries. Pour cette raison, les personnes locales parlant afrikaans se réfèrent souvent à la région comme Vuil Driehoek (« Triangle de la mort  »)  un jeu de mots sur Vaal Driehoek (traduction afrikaans de « triangle du Vaal »). 
À proximité, se trouve le barrage Vaal, où la grande mégapole du PWV (Pretoria, Witwatersrand et Vereeniging) puise son eau. Le  PWV constitue le cœur urbain de la province du Gauteng. Witwatersrand est le nom donné à la zone qui comprend la métropole du Grand Johannesburg et le filon aurifère où de l'or a été découvert en 1886.

## Source de traduction
- (en) Cet article est partiellement ou en totalité issu de l’article de Wikipédia en anglais intitulé « Vaal Triangle » (voir la liste des auteurs).